# TOKYO NIGHT PARK
『TOKYO NIGHT PARK』（トーキョー・ナイトパーク）は、2020年4月3日から2021年3月26日までJ-WAVEで放送されていたラジオ番組である。

## 概要
水野良樹が2019年4月に立ち上げたプロジェクト「HIROBA」と連動し、ラジオ版「HIROBA」として、「考えること、つながること、つくること」をテーマに、水野がアーティストやクリエイターをゲストに迎える30分プログラム。
番組ハッシュタグは「#hiroba813」。

## ナビゲーター
- 水野良樹（2020年4月3日 - 2021年3月26日）

## 放送時間
以下の時間は日本標準時に基づく。
- 毎週金曜 25:00 - 25:30（2020年4月3日 - 2021年3月26日）